# 于琇
琇（1427年—？），字廷玉，河南開封府通許縣人，民籍，明朝政治人物。同進士出身。

## 生平
景泰四年（1453年）癸酉科河南鄉試第一名。景泰五年（1454年）聯捷甲戌科會試二百五十三名，殿試登進士第三甲第五十五名。

## 家族
曾祖于成。祖父于深。父于傑，曾任訓導。